# Mr. 2
Bon Curry, kendt som Mr. 2 i Baroque firmaet er en fiktiv person fra animeen og mangaen One Piece. 

## Om Mr. 2
Mr. 2 er en 'trans', har en flamboyant attitude og er vild med at synge og danse. Han er meget høj, hvilket er vigtigt i hans specielle kampstil. Hans kampstil kaldes Transe-Kung-Fu i den danske udgave. 
Mr. 2 er den eneste specialagent i Baroque-firmaet uden en kvindelig partner. Dette skyldes, at han er en trans og derfor gælder som både mand og kvinde. Hans navn, Mr. 2 Bon Curry, er også en mellemting mellem mændenes nummer og kvindernes festdag.
Alle Baroque-firmaets agenter viser deres nummer et sted på kroppen eller tøjet. Mr. 2s 2-tal ses i form af hans svaner.
Han taler på en meget en meget sukkersød og hvad der i mange kulturer vil regnes som en lettere bøsset måde, hvor han giver folk kælenavne og ofte tiltaler dem 'søde'.

## Historie
Stråhattene møder først Bon Curry på deres rejse til Alabasta for at aflevere prinsesse Vivi. Hans specielle evner underholdte straks Ruffy, Usopp og Chopper. Bon Curry har spist Transe-frugten, som lader ham forvandle sig til en præcis kopi af enhver person, han har rørt ved. Normalt kan man kun se ham kopiere personens ansigt, men hans kræfter kopierer også kroppen; meget til Namis irritation forvandlede han sig engang til hende og lod Ruffy, Usopp og Chopper se hendes bryster. Hun reagerede på dette ved at slå ham.
Bon Curry finder senere ud af, at hans nye venner er hans boss' fjender, hvilket tvinger ham til at kæmpe mod dem.
I hovedstaden Alubarna kæmper Bon Curry og Sanji en hård og ligeværdig kamp. Sanji er tæt på at vinde, men så opdager Bon Curry Sanjis svaghed; nemlig Nami. Han forvandler sig selv til hende og Sanji til noget i retning af et savlende dyr. Heldigvis finder Sanji ud af, at Bon Curry må vende tilbage til sin egen krop for at bruge stærke angreb. Dette tager Sanji fordel af og får godt ram på Bon Curry. Til sidst tager Bon Curry sine svaner af skuldrene og sætter dem på sine sko. Med disse nye våben er hans spark lige så stærke som pistolskud og har en meget større rækkevidde. Sanji får nu store problemer, men dog besejrer han Bon Curry i sidste ende.
Efter sejren over Crocodile gør Stråhattene sig parate til at forlade Alabasta, men så ringer Bon Curry til dem på en øresnegl og fortæller, at han har deres skib. Han reddede det dermed fra marinerne og forklarer, at han gjorde det, fordi de er venner. Nu, hvor han ikke længere er medlem af Baroque-firmaet, vil han være deres nære ven og måske et medlem af banden.
Stråhattene og Bon Curry møder Hina, Django og Fullbody på deres flugt fra Alabasta og så lægger Bon Curry en ny flugtplan. Han og hans underordnede forklæder sig som Stråhattene, hvilket lokker Hina til at angribe dem. Stråhattene sejler væk, mens Bon Curry giver sin berømte tale om venskab og menneskelighed og angriber marineskibene for fuld kraft. Ruffys sidste ord til Bon Curry er, at han aldrig vil glemme dem og at de nu er venner.

## Evner
Selvom han har djævlekræfter, er Bon Curry mest afhængig af en unik kampstil kaldet Transe-Kung-Fu, hvor han kombinerer en masse spark, nogle få slag og hans ballet. Svanerne på hans ryg kan også sættes på hans sko, så han kan angribe modstanderen med samme styrke som et pistolskud.
Derudover får han også styrken fra enhver, han forvandler sig til med sine djævlekræfter; dog får han ikke deres djævlekræfter.